# Bedingfield (Engeland)
Bedingfield is een civil parish in het bestuurlijke gebied Mid Suffolk, in het Engelse graafschap Suffolk met 404 inwoners.